# 18359 Jakobstaude
18359 Jakobstaude este un asteroid din centura principală de asteroizi.

## Descriere
18359 Jakobstaude este un asteroid din centura principală de asteroizi. A fost descoperit pe 13 octombrie 1990 la Tautenburg de Lutz Dieter Schmadel și Freimut Börngen. Asteroidul prezintă o orbită caracterizată de o semiaxă mare de 2,93 ua, o excentricitate de 0,09 și o înclinație de 1,2° în raport cu ecliptica.